# Igreja São Francisco de Assis (Belo Horizonte)
De Sint-Franciscus-van-Assisikerk (Igreja São Francisco de Assis of Igreja da Pampulha) is een kerk in Pampulha-Belo Horizonte (Minas Gerais, Brazilië), ontworpen door architect Oscar Niemeyer. Het gebouw maakt deel uit van een gebouwencomplex, het Conjunto Arquitectónico da Pampulha. De controversiële kerk werd afgewerkt in 1943, maar pas zestien jaar later ingewijd, in 1959.
Toen Juscelino Kubitschek burgemeester van de Belo Horizonte was, wilde hij een nieuwe stadswijk ontwikkelen: Pampulha. Hiervoor deed hij onder meer beroep op de jonge architect Oscar Niemeyer. Samen met Burle Marx ontwierp hij een stadswijk (met o.a. de São Franciscokerk, de balzaal en het casino) rond een kunstmatig meer. De burgemeester was dermate tevreden dat hij als president aan dezelfde mensen het ontwerp van de nieuwe hoofdstad Brasilia toevertrouwde.
De São Francisco de Assiskerk was echter dermate revolutionair in vormgeving dat de katholieke clerus pas in april 1959 de kerk wilde inwijden. Aartsbisschop Dom Antonio dos Santos Cabral verklaarde de kerk "ongeschikt voor religieuze doeleinden". Zowel de architecturale vorm als andere artistieke zaken werden als problematisch beschouwd, vooral de muurschildering van Cândido Portinari achter het altaar.

## Galerij

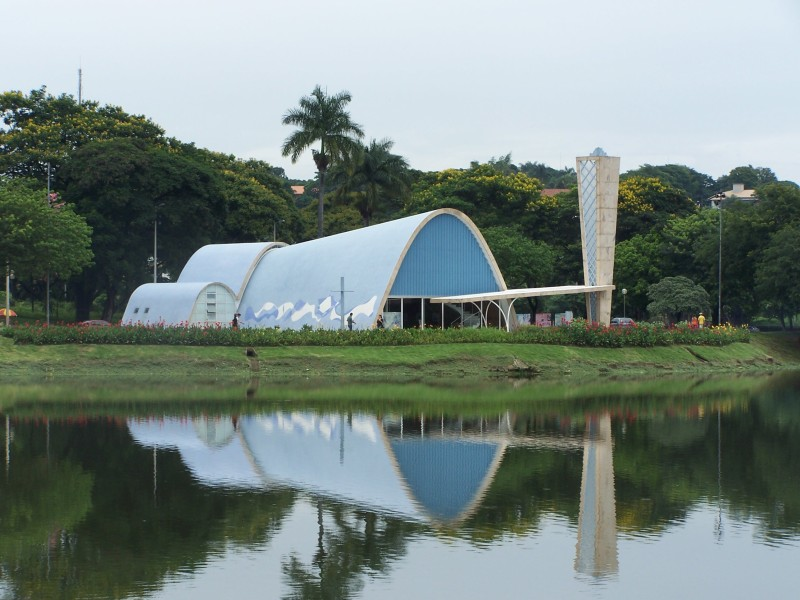
Reflectie in het meer
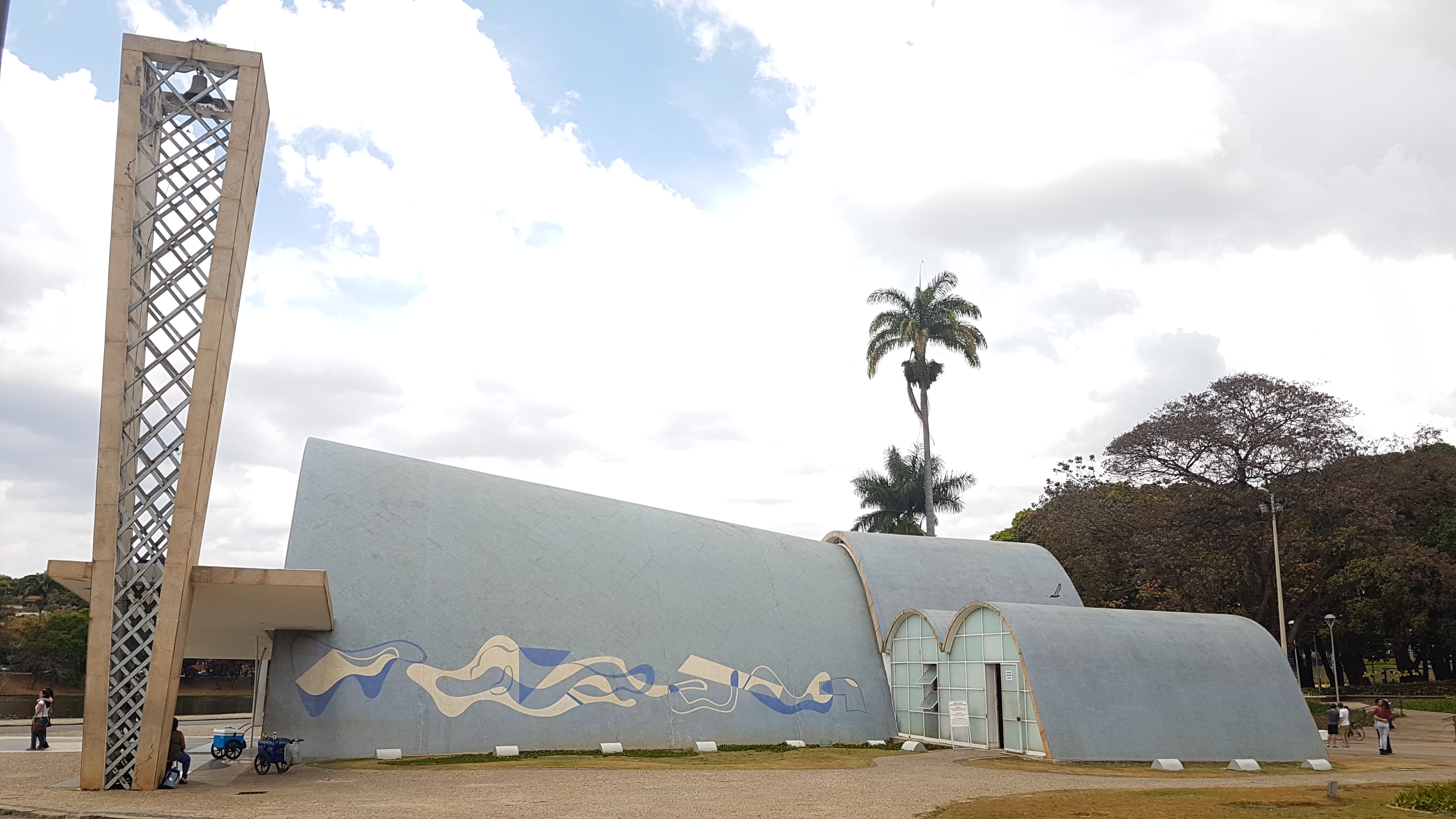
De kerk met de opengewerkte toren
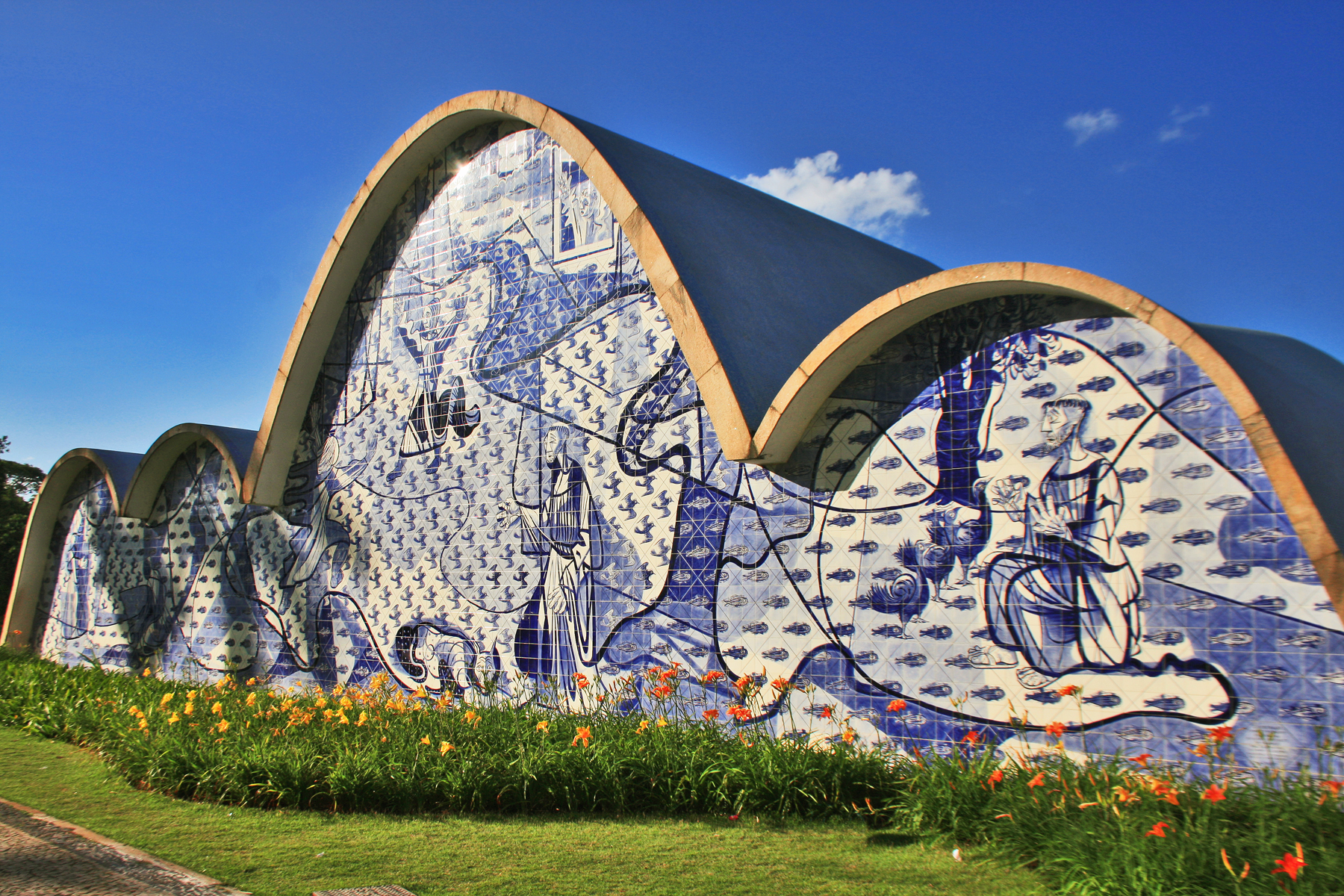
Betegeling aan de achterkant
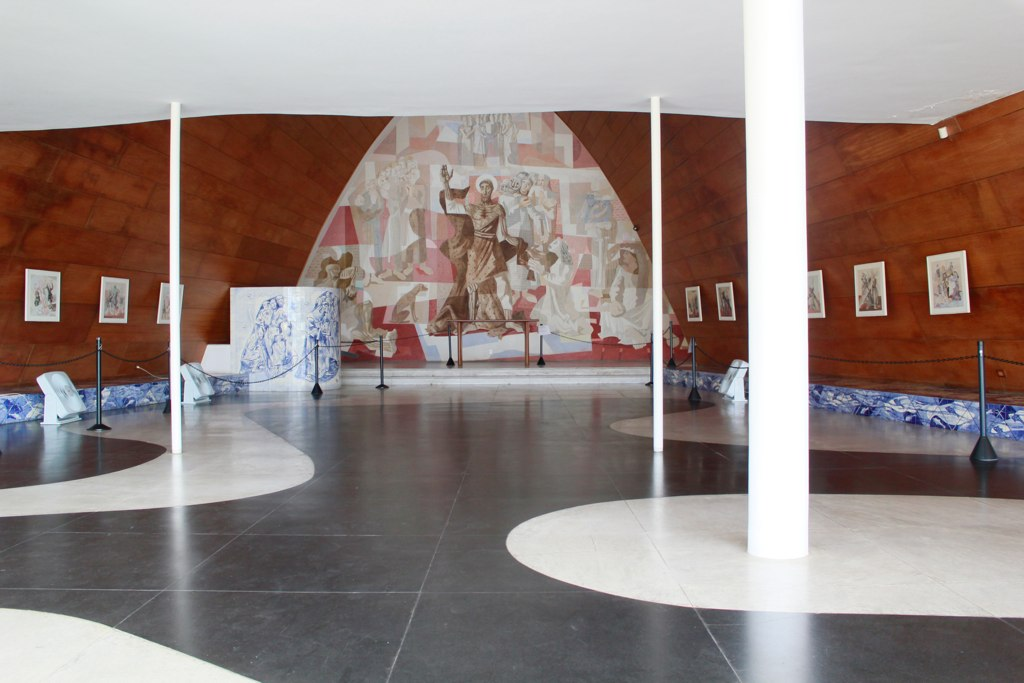
Interieur